# أستربلة عقدية
أستربلة عقدية (الاسم العلمي:Astrebla lappacea) هي نوع من النباتات يتبع جنس الأستربلة من الفصيلة النجيلية.